# Dalnevostótxnoie
Dalnevostótxnoie (en rus: Дальневосточное) és un poble del krai de Khabàrovsk, a l'Extrem Orient de Rússia. Pertany al districte rural de Lazó.